# La Magdalena (Quito)
La Magdalena es una de las 32 parroquias urbanas de la ciudad de Quito. Se ubica en el sur de la urbe y lleva ese nombre en honor a la santa católica María Magdalena. Limita con sus similares de centro histórico y La Libertad por el norte, San Bartolo por el sur, Chimbacalle por el este y Chilibulo por el oeste.

## Historia
En tiempos anteriores a la conquista española, el sector estaba habitado por una comunidad aborigen de nombra Machangarilla, que se asentó en las faldas de las montañas Ungüí, Chilindalo, Tarma, La Cruz y en las orillas del río Machángara. Sobre su centro poblado más importante, en 1575 se fundó la actual parroquia eclesiástica de Santa María de La Magdalena, que se convirtió en su nombre habitual, y que se encuentra subordinada a la arquidiócesis de Quito.
Durante varios siglos, la población rural de La Magdalena estuvo comunicada con Quito únicamente mediante dos caminos de herradura: el llamado Camino Viejo recorría la depresión occidental entre El Panecillo y el Pichincha, por donde hoy discurre la avenida Mariscal Sucre; mientras que la Carrera Ambato costeaba las faldas del mismo Panecillo, pero por el oriente.
En 1890, Francisco Andrade Marín y otros vecinos del sector de San Sebastián abrieron con su propio dinero una carretera carrozable entre la ciudad de Quito y la plaza de La Magdalena, para ello Andrade Marín donó parte de su casa cerca del Hospicio y creó una plazoleta desde la que debía arrancar el nuevo camino, misma que hoy todavía se encuentra en la confluencia de las calles Ambato y Guayaquil.
Posteriormente, y con la expansión demográfica que sufrió la ciudad de Quito a inicios del siglo XX, la mancha urbana que hasta entonces se había concentrado en el centro histórico, se extendió hacia La Mariscal por el norte y La Magdalena por el sur, con lo que el sector se constituyó en parroquia civil. Muchos liberales se trasladaron a vivir en el sector, al igual que algunas familias de la aristocracia quiteña que rechazaban a aquellos que se habían establecido en La Mariscal, entre ellas los Correa, Acevedo, Malo Torres, Mena Caamaño, Orellana, Torres Ordóñez, entre otros.
A inicios del siglo XX se construyó una nueva iglesia parroquial siguiendo los planos del padre Pedro Brüning.

## Servicios
Sus fiestas religiosas más importantes son las patronales de santa María Magdalena (22 de julio) y la del Señor de los Milagros (lunes santo). Por otra parte, uno de sus símbolos populares identatarios es el negocio de expendio de comidas tradicionales llamado Los Motes de la Magdalena, que inició en un local alrededor del parque central de la parroquia en la década de 1980, y que creció hasta expandirse por toda la ciudad de Quito.
La parroquia cuenta con una estación multimodal del Sistema Integrado de Transporte Metropolitano (SITM-Q) de la ciudad de Quito, ubicada en la avenida Rodrigo de Chávez y Jacinto Collahuazo, en la que confluyen el Metro, el Corredor Sur Occidental y el Trolebús.